# Peel-Harvey Estuary
Das Peel-Harvey Estuary, auch Peel Inlet and Harvey Estuary und Peel Inlet-Harvey Estuarine System genannt, wird aus zwei natürlichen Ästuaren gebildet, die miteinander verbunden sind und sich etwa parallel zur Küste des australischen Bundesstaates Western Australia erstrecken. Das Harvey Estuary liegt südlich der Stadt Mandurah. Auf dem Streifen Land zwischen dem Indischen Ozean und den Ästuaren verläuft die Old Coast Road und auf der Ostseite des Peel-Harvey Estuary der Forrest Highway, die Hauptverkehrsverbindung zwischen Perth und den Küstenstädten der südwestlichen Ecke dieses Staates einschließlich Bunbury und Busselton.

## Beschreibung
Das Wassereinzugsgebiet des Peel-Harvey Estuary erstreckt sich südlich von Byford im Gebiet der Metropole Perth ungefähr 100 km bis zur Stadt Harvey und ins Inland bis zur Darling Range, mit den Städten Yarrahdale und Dwellingup. Mandurah bildet die größte städtische Besiedlung im Einzugsgebiet, die sich von der Mündung in den Ozean am Peel Inlet entlang der Nordküste von Peel Inlet und Harvey Estuary erstreckt.
Die Wasserfläche des Peel-Harvey Estuary umfasst etwa 136 km² mit einer durchschnittlichen Wassertiefe von 2 m.
Der Harvey River entwässert am äußersten südlichen Ende des länglichen Harvey Estuary, deren Wasserfläche etwa 56 km² groß ist. Das Harvey Estuary erstreckt sich bis zum nördlich liegenden Peel Inlet, das ziemlich rundlich und 75 km² groß ist. Der Serpentine River und Murray River münden in das Peel Inlet.
Ein 5 km langer Kanal am Peel Inlet führt durch die Stadt Mandurah und anschließend in den Indischen Ozean. Nach mehrmaliger giftiger Algenblüte, verursacht durch Dünger der Landwirtschaft und Schweinezucht entlang der Flüsse, wurde ein künstlicher Kanal angelegt, der 1994 eröffnet wurde. Der Dawesville Channel ermöglicht es, dass das salzige Seewasser eindringt und einen Tidenhub erzeugt. Dadurch wechselt das Wasser und die ökologischen Bedingungen haben sich merklich verbessert.
Im östlichen Einzugsgebiet des Peel-Harvey Estuary wurden 75 % des natürlichen Bewuchs gerodet; es ist ziemlich flach und regenlos und wird als Weideland für Milch-Viehaufzucht verwendet. Das Land wurde in den frühen Tagen der europäischen Besiedlung gerodet, um die Viehzucht zu ermöglichen. In diesem Gebiet wurde ein Drainagesystem installiert, die das Wassereinzugsgebiet schnell entwässert.
Der Lake Preston, Lake Clifton und das Leschenault Estuary befinden sich weiter südlich.

## Flora und Fauna
Das Peel-Harvey Estuary ist das Heim eines ausgiebigen marinen Lebens von Blue swimmer crab (Portunus pelagicus) und der Western King Prawns (Penaeus latisulcatus) und der Fische Black Bream, Mulloway, Blaufisch und Cobbler (Cnidoglanis macrocephalus). Auch Delfine halten sich dort auf.
Im Ästuar halten sich zudem zahlreiche Wasservögel wie Rotkehlstrandläufer, Steinwälzer, Sichelstrandläufer und Pfuhlschnepfe auf.

## Erholungsgebiet
Das Peel-Harvey Estuary wird häufig von Bootsfahrern und Anglern aufgesucht, die dort zahlreiche Bootsrampen und Plätze zum Picknick entlang des Uferlands und auf Sandstränden vorfinden. Hausboote können in Mandurah zur Erkundung des Peel-Harvey Estuary und des Murray River gemietet werden. In dem Erholungsgebiet gibt eine städtische Besiedlung entlang der Ufer als auch ein von Menschenhand geschaffenes Kanalsystem von Mandurah und bei North Yunderup und South Yunderup.